# 2109 Dhotel
2109 Dhotel este un asteroid din centura principală, descoperit pe 13 octombrie 1950, de Sylvain Arend.